# Atentado de Solingen de 2024
El atentado de Solingen de 2024 fue un apuñalamiento masivo perpetrado el 23 de agosto cerca de las 21:40 hora local (UTC+2) por un hombre que portaba un cuchillo durante las celebraciones del festival de la ciudad alemana de Solingen, la cual forma parte administrativamente de Düsseldorf, en Renania del Norte-Westfalia. Producto del atentado fueron tres personas asesinadas y otras ocho heridas, de las cuales cinco de gravedad.
Horas más tarde, el Estado Islámico (E.I.) se adjudicó el ataque declarando en un mensaje en un canal de Telegram, que el atacante era un "soldado" del E.I. y que llevó a cabo el ataque "en venganza de los musulmanes en Palestina y en todas partes". Luego del ataque, el sospechoso huyó, mientras que había dos detenidos que mantenían contacto con él.
Tiempo después del ataque, el sospechoso, de origen sirio fue encontrado y detenido por las autoridades alemanas. 

## Antecedentes
El ataque fue perpetrado durante las celebraciones del 650° aniversario de la ciudad de Solingen. Como parte de los festejos, las autoridades locales organizaron el Festival de la Diversidad (en alemán: Festival der Vielfalt), un evento de tres días que se pretendía realizar entre el 23 y el 25 de agosto, con diversas actividades culturales de teatro, danza y musicales.Asimismo y paradójicamente, la ciudad de Solingen es conocida por su tradición de producción de cuchillos, gozando de una alta reputación por la calidad de estas herramientas de corte.

## Ataque

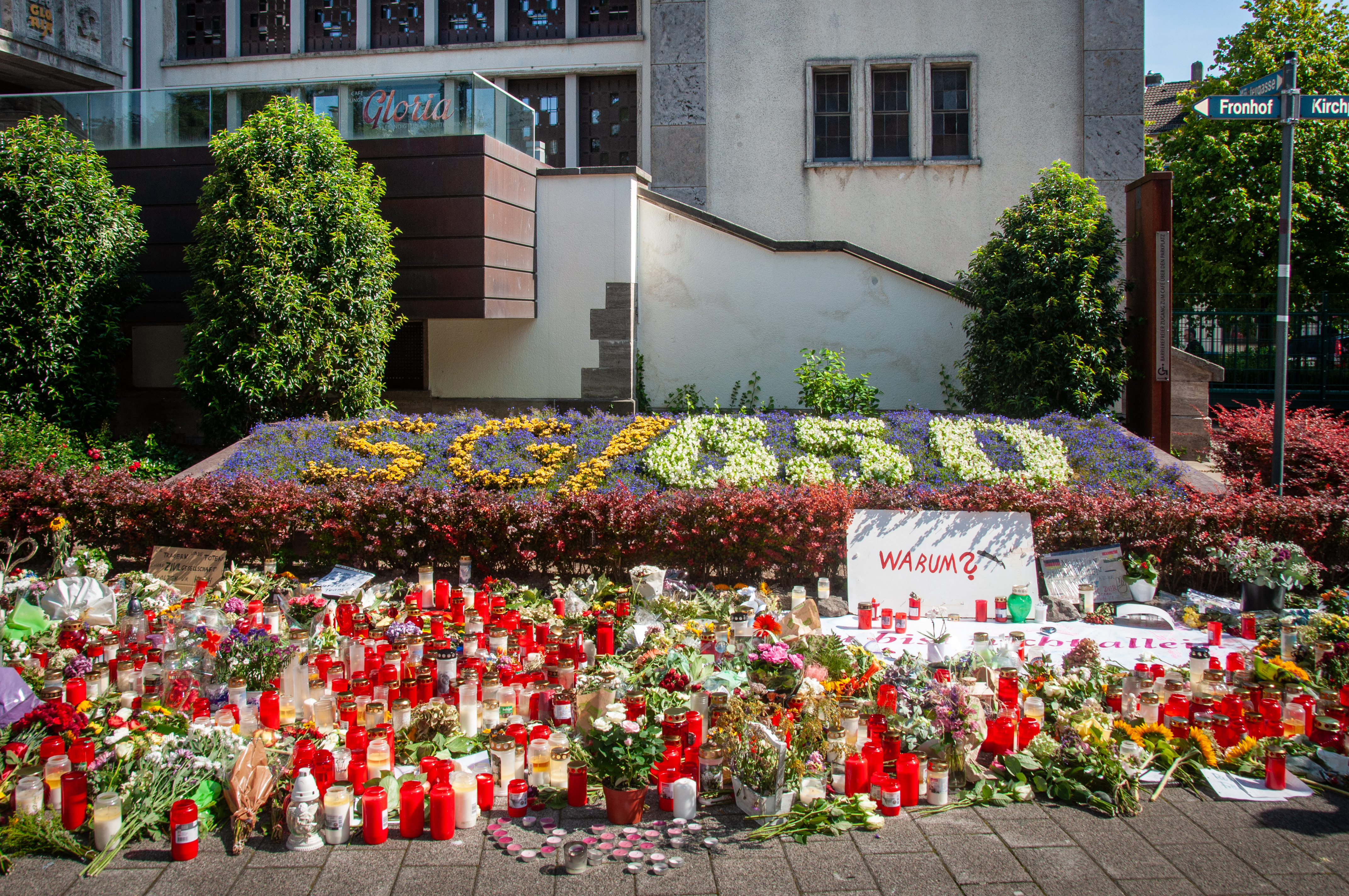
Velas y flores depositadas en memoria de las víctimas del ataque en el sitio del suceso

El ataque ocurrió alrededor de las 21:40 hora local (19:40 UTC) en el Fronhof, una plaza donde se había levantado un escenario para la presentación de las actividades. Un hombre apuñaló a varias personas, matando a tres e hiriendo al menos a ocho, cinco de las cuales fueron heridas graves. Las tres víctimas mortales eran dos hombres y una mujer, Stephan Schultz (67), Florian H. (56) e Ines Wallusch (56) todos habitantes locales de Solingen. La policía emitió una alerta e inició inmediatamente una búsqueda del perpetrador, que se dio a la fuga. En el lugar se encontraban oficiales de policía armados, quienes acordonaron varios sectores de la ciudad. Luego del ataque, el evento fue cancelado para los dos días restantes. Spiegel Online, un sitio web alemán de noticias, informó de que la Policía Federal alemana consiguió detener a un menor de 15 años de Kirguistán que estaba en contacto con el principal sospechoso del atentado.
En solidaridad con las víctimas del atentado fueron depositadas flores y velas espontáneamente por asistentes en el sitio del suceso.